# فيليب يانكوفيتش
فيليب يانكوفيتش (بالصربية: Филип Јанковић)‏ (17 يناير 1995 ببلغراد في إقليم القائد العسكري في صربيا - ) هو لاعب كرة قدم صربي في مركز الوسط. شارك مع منتخب صربيا تحت 17 سنة لكرة القدم ومنتخب صربيا تحت 20 سنة لكرة القدم. أما مع النوادي، فقد لعب مع النجم الأحمر بلغراد ونادي بارما ونادي دومجاله ونادي كاتانيا.

## وصلات خارجية
- فيليب يانكوفيتش على موقع الاتحاد الدولي (مؤرشف)  (الإنجليزية)
- فيليب يانكوفيتش على موقع قاعدة بيانات كرة القدم.إي يو (الإنجليزية)
- فيليب يانكوفيتش على موقع Soccerway.com (الإنجليزية)
- فيليب يانكوفيتش على موقع AS.com (الإسبانية)